# Leptocaris islandica
Leptocaris islandica is een eenoogkreeftjessoort uit de familie van de Darcythompsoniidae. De wetenschappelijke naam van de soort is voor het eerst geldig gepubliceerd in 2007 door Apostolov.